# فرانكلين هدسون

فرانكلين هدسون سنة 1890

فرانكلين هدسون (بالإنجليزية: Franklin Hudson)‏‏ (1864–1918)، مصور وطبيب تقويم عظام ومؤلف طبي من أصل أمريكي عاش في القرنين التاسع عشر والعشرين في سكوتلاندا.

## حياته
ولد في أندالوسيا بولاية ألاباما يوم 20 أيلول 1864. كانت وظيفته الأولى كابتن القارب الخاص ب آرون ريتشي (مؤسس ميناء ريتشي، فلوريدا).
في عام 1891 انتقل إلى باريس، تكساس وعمل هناك مصورا. وهناك تدرب ليصبح طبيب عظام وأصبح واحداً من الأعضاء الرواد للجمعية الأمريكية لتقويم العظام عام 1897.
هاجر إلى سكوتلاندا عام 1903، عاش هناك في منزل ريفي واسع له شرفات مبني على الطراز الفيكتوري رقمه 12 في شارع لانسداون كريسنت غرب إدنبره.

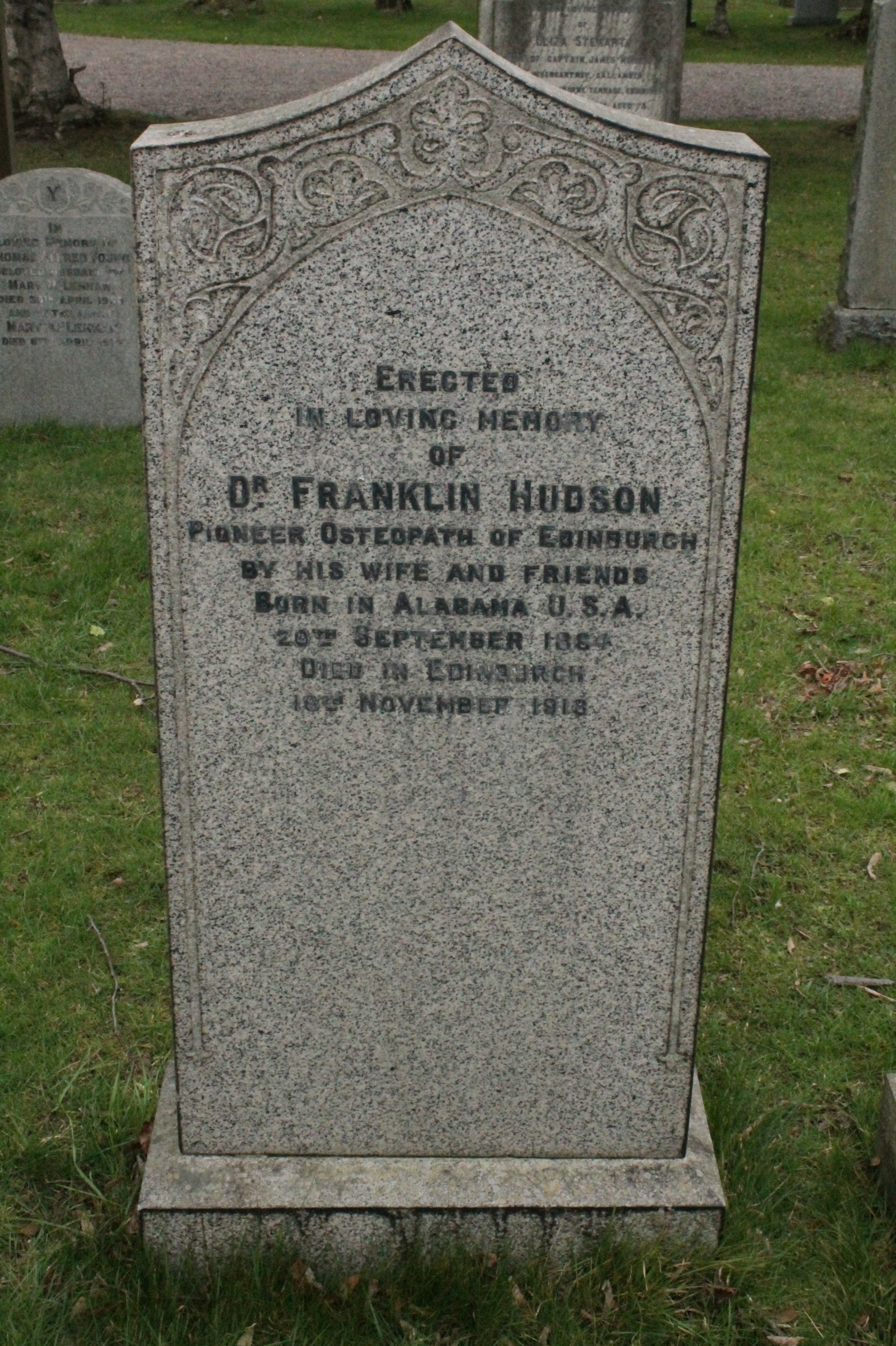
قبر فرانكلين هودسون بمقبرة دين.

توفي بسبب الأنفلونزا الاسبانية في 16 تشرين الثاني 1918 ودفن بالقرب من منزله في مقبرة دين ويوصف صاحب هذا القبر البسيط بأنه كان رائداً في علاج تقويم العظام. يقع القبر في الجزء الجنوبي الشرقي من الامتداد الشمالي الأول للمقبرة.

## عائلته
في عام 1893 كان متزوجاً من لوسي ريفرز سوليفان البالغة من العمر 16 سنة آنذاك (مواليد 1876) ابنة نولت سوليفان والتي هاجرت وعاشت معه.

## منشوراته
- كتاب طب تقويم العظام سنة 1906.